# 小行星8176
小行星8176（英語：8176）是一颗围绕太阳公转的小行星。1991年11月29日，罗伯特·H·麦克诺特在赛丁泉山发现了此天体。
这颗小行星的绝对星等为241.815263175149等。